# Jmenuju se Earl
Jmenuju se Earl (v anglickém originále My Name is Earl) je americký komediální seriál, který vytvořil americký producent Greg Garcia ve spolupráci s 20th Century Fox. Seriál byl vysílán od 20. září 2005 do 14. května 2009 na NBC. V Česku tento seriál vysílala Prima Cool.

## Zápletka
Earl J. Hickey, obyvatel fiktivního Camden County, je drobný zlodějíček s pochybnou minulostí. Když vyhraje v loterii 100 000 dolarů, srazí ho auto a výherní tiket odlétne. Následně v nemocnici uvidí pořad Poslední výzva s Carsonem Dalym, kde se dozví o karmě a rozhodne se změnit svůj život. Sepíše si seznam všech špatných věcí, kterých se v životě dopustil, a rozhodne se je odčinit, věří, že to je jediná cesta, jak získat pozitivní karmu. Poté, co udělá první dobrý skutek, jeho výherní tiket se k němu vrátí. Earl to chápe jako znamení a za pomoci svých nově nabytých peněz a přihlouplého bratra Randyho se rozhodne postupně škrtat věci ze seznamu.

## Postavy a obsazení
| Postava                                     | Herec               | Dabing                   | Podrobnosti |
| ------------------------------------------- | ------------------- | ------------------------ | --- |
| Earl Jehosaphat Hickey                      | Jason Lee           | Petr Rychlý              | Hlavní hrdina a vypravěč seriálu, má za sebou bohatou historii drobných krádeží, které se snaží odčinit. Po zážitku se ztraceným tiketem jeho život řídí karma. Vlastní červené El Camino s modrými dveřmi na straně řidiče, které ukradl z jiného auta. Během seriálu se třikrát rozvede. Jeho otec ho chtěl pojmenovat Carl, ale jeho „C“ na matričním úřadě špatně přečetli, a tak se z něj stal Earl. Je neschopný mít otevřené oči při focení.                                                              |
| Randall „Randy“ Doo Hickey                  | Ethan Suplee        | Bohdan Tůma              | Earlův mladší bratr, o kterém si každý myslí, že je tupý, vzhledem k jeho mírné mentální retardaci. To je důvodem jeho dětské naivity, přívětivosti k ostatním, ale zároveň toho, že si neuvědomuje škodlivé následky svých činů. Randy úplně nerozumí důležitosti Earlova seznamu v jeho životě, někdy se proti seznamu postaví, jindy naopak Earla donutí znovu věřit v karmu. Bratrovi ale s odčiněním jeho zlých skutků pomáhá. Randy se bojí ptáků a je alergický na kočky, které sám nemá příliš v oblibě. |
| Joy Farrah Darvilleová Hickeyová Turnerová  | Jaime Pressly       | Hana Ševčíková           | Earlova první manželka, momentálně vdaná za Darnella, se kterým bydlí v přívěsu. Je sebestředná, manipulativní a agresivní. Opilého Earla donutila k svatbě v době, kdy byla těhotná s jiným mužem. Později, již během manželství s Earlem, otěhotněla znovu s Darnellem (v poslední epizodě se ukáže, že první syn Dodge je ve skutečnosti Earlův, zatímco druhý syn Earl Jr. zase není Darnellův). I přes to všechno svou rodinu velmi chrání. Joy otevřeně opovrhuje Earlovým seznamem a nemá ráda Catalinu.  |
| Darnell „Krabák“ Turner, dříve Harry Monroe | Eddie Steeples      | Petr Burian              | Joyin manžel a Earlův dobrý přítel, i přes to, že spal s jeho ženou v době, kdy byli Earl a Joy stále manželé. Nyní dělá otce pro Joyiny děti a pracuje v Krabí boudě. Dříve ale pracoval jako vrah pro tajnou vládní organizaci. Do Camdenu se dostal díky programu na ochranu svědků, když odmítl zabít dětského vůdce jednoho socialistického národa. Vypadá, že je mnohem inteligentnější, než lidé v jeho okolí.                                                                                            |
| Catalina Rana Aruca                         | Nadine Velazquez    | Jana Páleníčková         | Krásná mexická uklízečka v Earlově a Randyho motelu, je také hlavní tanečnicí v Chubbyho Clubu. Aby získala zelenou kartu, vdala se za Randyho, který do ní byl bláznivě zamilovaný, dokud se s ním Catalina nevyspala (Catalina se snažila mu tento zážitek značně znepříjemnit a povedlo se jí to). Nemá ráda Joy, protože ji nazývá děvkou. |
| Carlton „Carl“ Hickey                       | Beau Bridges        | Zbyšek Pantůček          | Earlův a Randyho otec. Na začátku seriálu nechtěl mít s Earlem kvůli jeho minulosti nic společného, ale postupně, jak se Earl snaží napravovat, si začnou být znovu blízcí. |
| Katherine „Kay“ Hickey                      | Nancy Lenehan       | Jaroslava Brousková      | Earlova a Randyho matka. Snaží se urovnávat vztah mezi Earlem a jeho otcem. |
| Eric „Dodge“ Chaz Hickey                    | Louis T. Moyle      |                          | Joyin starší syn. Jmenuje se Dodge, protože jediné, co si Joy pamatovala o jeho otci, bylo jeho auto. Ve čtvrté sérii vyjde najevo, že jeho skutečným otcem je Earl. |
| Earl Hickey Jr.                             | Trey Carlisle       |                          | Joyin mladší syn. Za jeho otce byl dlouho považován Darnell, ale ve čtvrté sérii díky testům DNA vyjde najevo, že Darnell jeho otcem není. |
| Kenny James                                 | Gregg Binkley       | Petr Gelnar              | Oběť Earlovy dětské šikany. Byl první osobou ze seznamu, které Earl pomohl. Kenny díky tomu konečně odhalil, že je homosexuál. Pracuje ve firmě na kopírování papírů. V seriálu občas pomáhá Earlovi i v dalších dílech. |
| Nescobar-A-Lop-Lop                          | Abdoulaye N'Gom     | Zbyšek Pantůček          | Africký emigrant z Earlovy třídy učení angličtiny. Má nezvladatelnou touhu krást tužky. Vždy zdraví Earla: „Jmenuji se Earl“. Mluví docela dobře mandarínsky. |
| Patricia „Patty“ Michelle Weezmerová        | Dale Dickey         | Petra Jindrová Lupínková | Přátelská camdenská prostitutka. Má magisterský titul a mluví bengálsky. |
| Ralph Mariano                               | Giovanni Ribisi     | Luděk Čtvrtlík           | Earlův přítel z dětství. Má neustále problémy se zákonem a je schopen Earla a Randyho zradit i kvůli 175 dolarům, ale oni mu vždy odpustí. Ve druhé řadě si Earl vezme jeho mámu, ale jejich manželství je pak anulováno. |
| Willie, jednookej pošťák                    | Bill Suplee         |                          | Ztratil oko, když Joy rozbila bowlingovou koulí Earlovo zrcadlo Def Leppard a sklo ho trefilo do oka. |
| Billie Cunninghamová                        | Alyssa Milano       | Kateřina Lojdová         | Earlova třetí manželka. Je trochu bláznivá a žárlí, že Earl tráví tolik času věcmi ze svého seznamu. Poté, co našla vnitřní mír s lidmi podobnými amišům, nejen, že se s Earlem rozvedla, ale dala mu i 72 000 dolarů, které dostala, když ji srazilo auto. |
| strážník Stuart                             | Mike O'Malley       | Marek Libert             | Nešikovný camdenský policista, který se dostal na Earlův seznam, když mu Earl vzal odznak. Pochází z rodiny ženských policistů, které často dělají legraci z jeho neschopnosti. Později se ukáže, že je homosexuál a začne chodit s Kennym Jamesem. |
| Liberty Washingtonová                       | Tamala Jones        |                          | Joyina poloviční míšenecká sestra. Dlouhé roky se nenáviděly, ale usmířily se a Joy se stala náhradní matkou pro její dítě s Ray-Rayem. K Ray-Rayovi se chová stejně jako Joy k Darnellovi – láskyplně i s nenávistí. |
| Ray-Ray Washington                          | DJ Qualls           |                          | Libertin manžel. V mnoha ohledech je podobný Darnellovi. |
| Jeremiah „Jerry“ Hazelwood                  | Craig T. Nelson     | Bohuslav Kalva           | Ředitel camdenské věznice. Je neschopný a svou práci dostal jen díky tomu, že jeho manželka je guvernérka. Dal Earlovi několik certifikátů zkracujících mu trest za jeho pomoc při udržování pořádku ve věznici, ale když si uvědomil, že po Earlově odchodu nebude svou věznici zase zvládat, zničil je. Pak ale vyjde najevo, že byl dříve pornohercem a raději Earla pustí, aby skandál zůstal utajen. |
| Donny Jones                                 | Silas Weir Mitchell | Antonín Navrátil         | Donny se dostal do vězení za čin, který spáchal Earl. Dokázal ale Earlovi odpustit, protože ve vězení začal číst Bibli a věřit v Ježíše. Donnyho matka Earlovi odpustila až poté, co jí Earl pomohl odnaučit kouřit a prodloužil jí tak život, který může strávit se synem. |
| Didi                                        | Tracy Ashton        |                          | Jednonohá holka. Earl předstíral, že ji miluje a pak jí ukradl auto. Škrtl si ji ze seznamu poté, co strávil jeden den na jedné noze a koupil si půl páru bot. |
| Malej Chubby                                | Norm MacDonald      | Pavel Soukup             | Vlastník většiny Camdenu, který se k lidem chová špatně. Na Earlův seznam se dostal poté, co ho Earl kopl do varlat. Během doby zranění se jeho chování změnilo k lepšímu. Když se mu varlata uzdravila, začal se chovat znovu špatně. Kvůli tomu si je nechal znovu zranit – tentokrát baseballovým míčkem. |
| Tim Stack                                   | Timothy Stack       | Zbyšek Pantůček          | Věčně opilá místní pseudocelebrita ze seriálu Pobřežní lýtka. Častý klient prostitutky Patty. |

## Výroba

### Koncept
Tvůrce a hlavní scenárista seriálu Greg Garcia napsal pilotní díl během práce na sitcomu Ano, drahoušku. Seriál nabídl 20th Century Fox a ta jej pak začala natáčet pro NBC. Do hlavní role byl obsazen Jason Lee. Ten se nejdříve nezajímal o práci pro televizi a dvakrát roli odmítl, než si přečetl scénář k pilotnímu dílu, který se mu líbil, a tak po dohodě s Gregem Garciou přistoupil na svou první hlavní roli pro televizi.

### Lokace
Jmenuju se Earl se odehrává ve fiktivním Camden County. V seriálu se také říká, že oblasti se říkalo jménem „Central“ během americké občanské války, protože nepodporovala ani Unii ani Konfederaci. Darnell k tomu poznamenává, že Central existovalo pouze 15 minut 10. března 1861, než jeho občany zmasakrovali Seveřané s Jižany.
V jedné epizodě je vidět na displeji telefonní číslo Earlova advokáta, které má předvolbu Connecticutu. Skutečné venkovní záběry byly natáčeny v Lake Balboa v Kalifornii.

### Zrušení
NBC seriál ukončila v květnu 2009, ačkoli čtvrtá řada končila nápisem „pokračování příště“. Výrobce seriálu 20th Century Fox Television pak nabízela pokračování stanicím Fox, ABC, TBS a TNT, ale ty to odmítly, protože by nebyly schopné splnit podmínky, aniž by „vážně narušily uměleckou integritu pořadu“.